# بساط شفاف

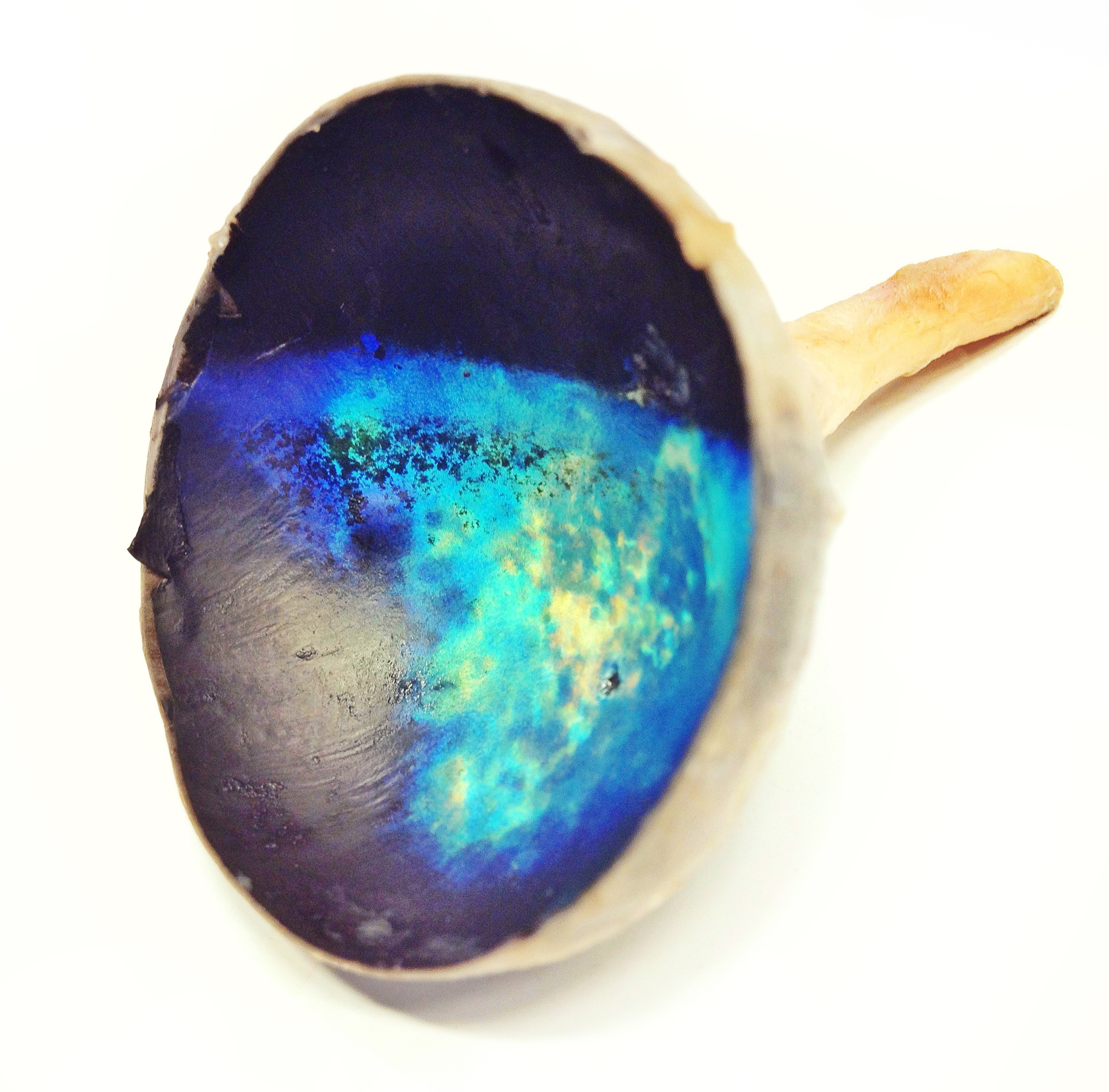
البِساط الشَّفَّاف، الأزرق المُخضَر الدَّاكِن وَالذَّهبيّ لِعين بقرة.

البِساط الشَّفَّاف أو بِساط المَشيميَّة أو الغلاف العاكس وَ(بالإنكليزيَّة: tapetum lucidum /təˈpiːtəm/) وَ(بِاللَّاتينيَّة: tapeta lucida، وَتعني: بِساط نَيِّر؛ فِراش)، هو طبقة من الأنسجة في عيون العديد من الفَقَاريَّات. يتوضَّع مُباشرةً خلف الشَّبَكِيَّة، عاكِسًا الضَّوء المَرئيّ ليُعيده للخارج عبر الشَّبَكِيَّة، مُزيدًا بذلك الضَّوء المُتَوَفِّر لِلخلايا مستقبلة الضَّوء. وعلى الرُّغم من عدم وضوح صورة الضَّوء الأَوَّلِيَّة عند المِحْرَق، لكنه يُساهِم في أفضليَّة الرُّؤية اللَّيليَّة لِبعض الحيوانات. والعديد من هذه الحيوانات هي رَوَاْمِس (ليليَّة العيش) وَخاصَّةً آكلات اللُّحوم الَّتي تصطاد فَرَاْئِسَهَا في اللَّيل، وحيوانات أُخرى تعيش في أعماق البِحار. كما حدث تَكَيُّفٌ مُشابه عند بعض العناكِب. وَيجدر الإشارة إلى أنَّ أغلب الرَّئيسيَّات، وَمنها البشر، تفتقر لِلبِساط الشَّفَّاف وَعَوَّضت عن ذلك بوسائل إدراك وَوَعي.

## بريق العين

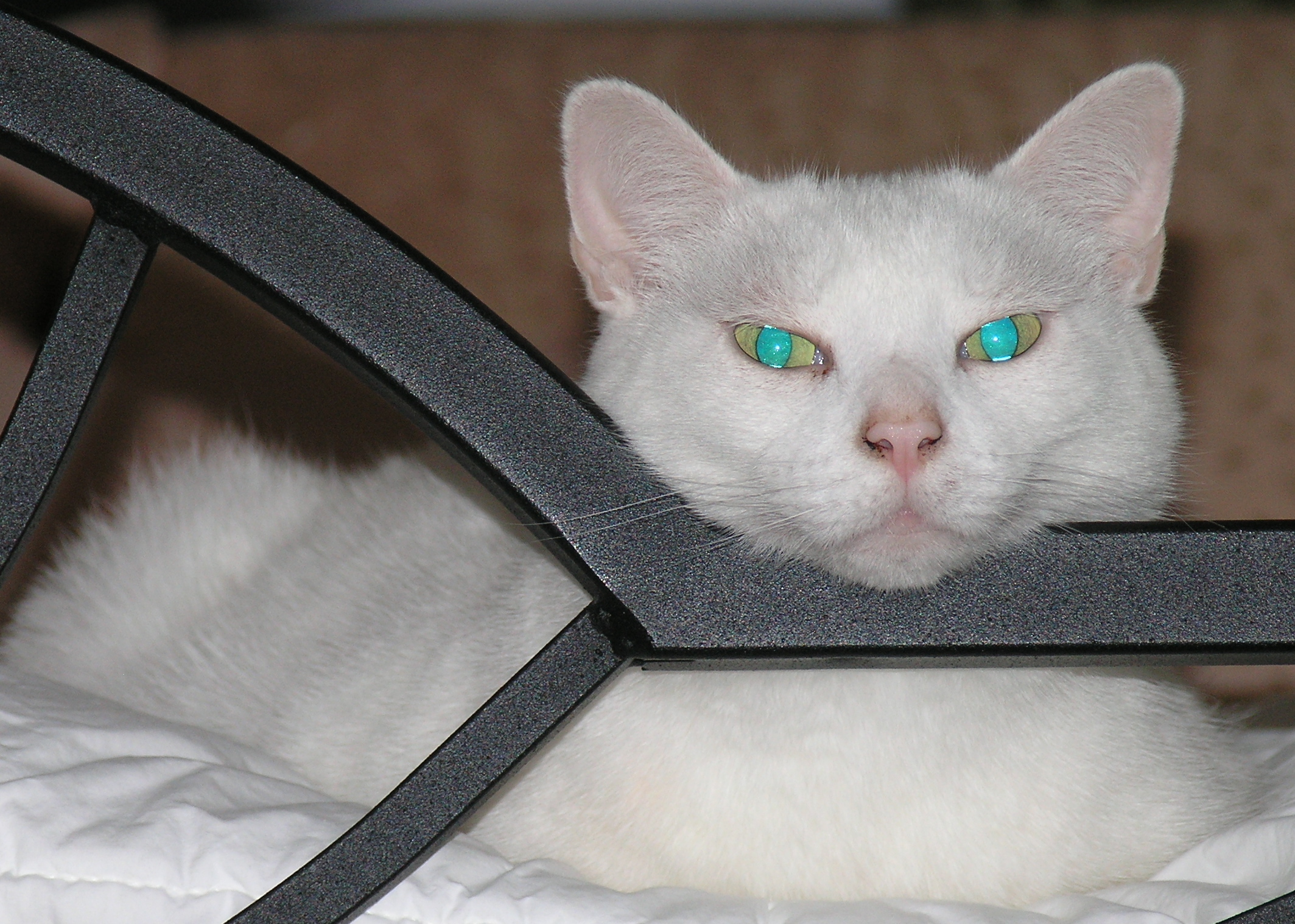
انعكاس وميض الكاميرا من البِساط الشَّفَّاف لعين قِطَّة.

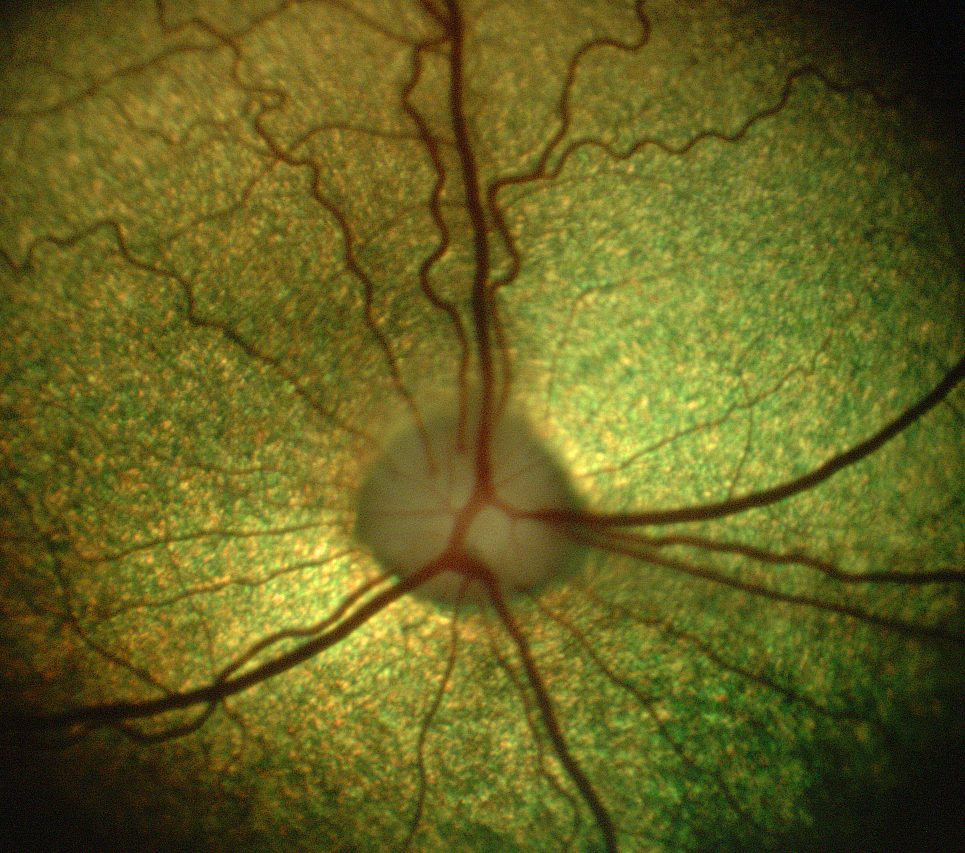
عين كلب هجين ذي انعكاس بِساطِيّ شديد.

بَرِيْقُ العَيْنِ هو تأثير مَرئيّ لِلبِساط الشَّفَّاف. فعندما يبرق الضَّوء إلى عين حيوانٍ له بِساطٌ شَفَّافٌ، تظهر الحدقة مُتَوَهِّجَةً. يُمكن رؤية بريق العين عند العديد من الحيوانات بضوء الطَّبيعة وبوميض التَّصوير. وفي الضَّوء الباهِت، تكفي يد حامِلة لِضوء وامِض (ضوء فلاش) لِإنتاج بريقِ عينٍ مَرئِيًّ بوضوحٍ تامٍّ - على الرُّغمِ من رؤيتنا اللَّيليَّة المُتَدَنِّيَة؛ تُدعى هذه التِّقَنِيَّة الإبراز، وَهي مُستَخدمة مِن قِبَل أنصار الطَّبيعة وَالصَّيَّادين لِلبحث عن الحيوانات في اللَّيل. ويحدث بريق العين بِتنوُّعٍ واسعٍ من الألوان مُتَضَمِّنَةً الأبيض والأزرق والأخضر والأصفر والورديّ وَالأحمر. وَبِمَاْ أَنَّ بريق العين هو نوع من التَّقَزُّح (التَّقَزُّح اللَّونيّ)، فَاللَّون يختلف مع اختِلاف زاوية الرُّؤية (الزَّاوية الَّتي تراها منها) وَالمعادِن الَّتي تَصنَع بَلُّورَات (كريستالات) البِساط الشَّفَّاف المُنْعَكِسَة.
يحدث بريق العين الأبيض عند العديد من الأسماك وَخاصَّةً سمكة وول آي [الإنجليزية] (بالإنجليزية: Walleye)‏، ويحدث بريق العين الأزرق عند العديد من الثَّديَّيات مثل الأحصِنة، ويحدث بريق العين الأخضر عند العديد من الثَّديَّيات مثل القِطَط والكِلاب وَالرَّاكون. وأيضًا يحدث بريق العين الأحمر عند القَيُّوط والقَوَاْرِض والأبُوسُمْ وَالطُّيُورِ.
يُمكن أن يحدث تأثيران عند الإنسان وَالحيوان مُشابهان لبريق العين هما تَبَيُّضُ الحَدَقَة (لمعان أبيض، يدلُّ على شُذوذاتٍ هي الساد وَالسَّرطانات وَمشاكل أُخرى) وَتأثير العين الحمراء.

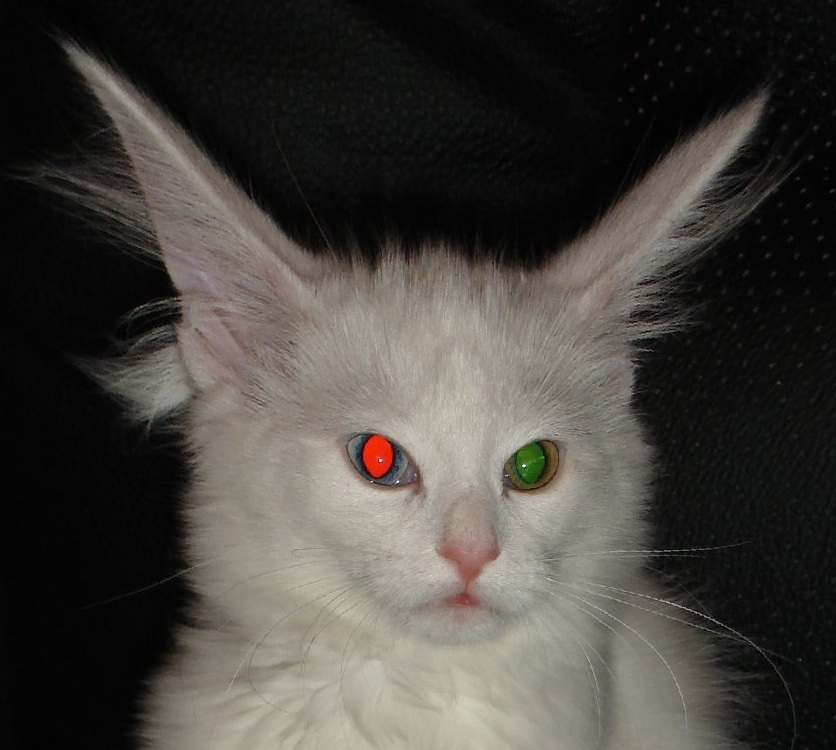
بريق العين لِقطٍّ ذي عيون شاذَّة، إضافةً إلى تأثير العين الحمراء في عينٍ واحدة.

### الكِلاب وَالقِطط زرقاء العيون
قد تُظهِر القِطَط وَالكِلاب ذات العيون الزَّرقاء (انظر لون العين) كُلًّا مِنْ بريق العين وَتأثير العين الحمراء. وَبِما أنَّ كِلا النَّوعين يمتلكان بساطًا شَفَّافًا؛ لِذا بإمكان حدقاتهما إظهار بريق العين. يُظهِر بعض الأشخاص في لون وميض التَّصوير بَرِيقَ عينٍ أحمرٍ مُمَيَّزٍ. قد يُظهِر الأشخاص ذوو القزحيَّتين مُتغايرتي اللَّون بَرِيقَ عينٍ أحمر في العين الحمراء وَبريقَ عينٍ أصفر/أخضر/أزرق/أبيض طبيعيّ في العين الأُخرى. وَهذا يَتَضَمَّن القِطَط شاذَّة العيون وَالكِلاب مُزدوجة العيون. إنَّ تأثير العين الحمراء مُستَقِلٌّ عن بريق العين؛ ففي بعض الصور لِأشخاصٍ لديهم بساط شفَّاف وَقزحيَّتين مُتغايرتي اللَّون، يكون بريق العين باهتًا ومع ذلك ما تزال تظهر حدقة العين الزَّرقاء حمراء. ويكون الأمر أكثر وضوحًا عندما لا ينظر الأشخاص إلى الكاميرا لِأَنَّ البساط الشَّفَّاف أقلّ امتدادًا (اتِّساعًا) بكثير من الشَّبكيَّة.

## التَّصنيف

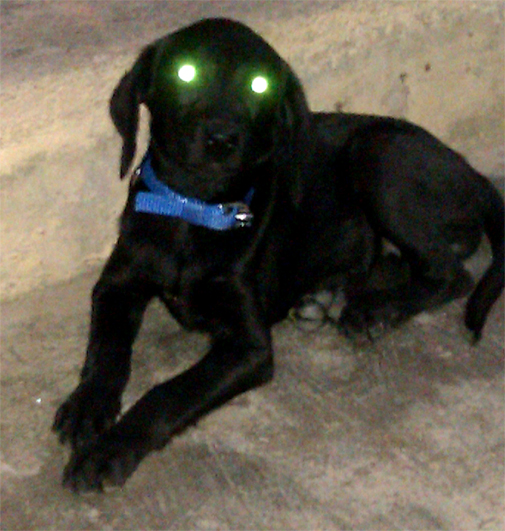
يُظهِر جرو لابرادو أسود عمره ثلاثة أشهر بريقَ عينٍ

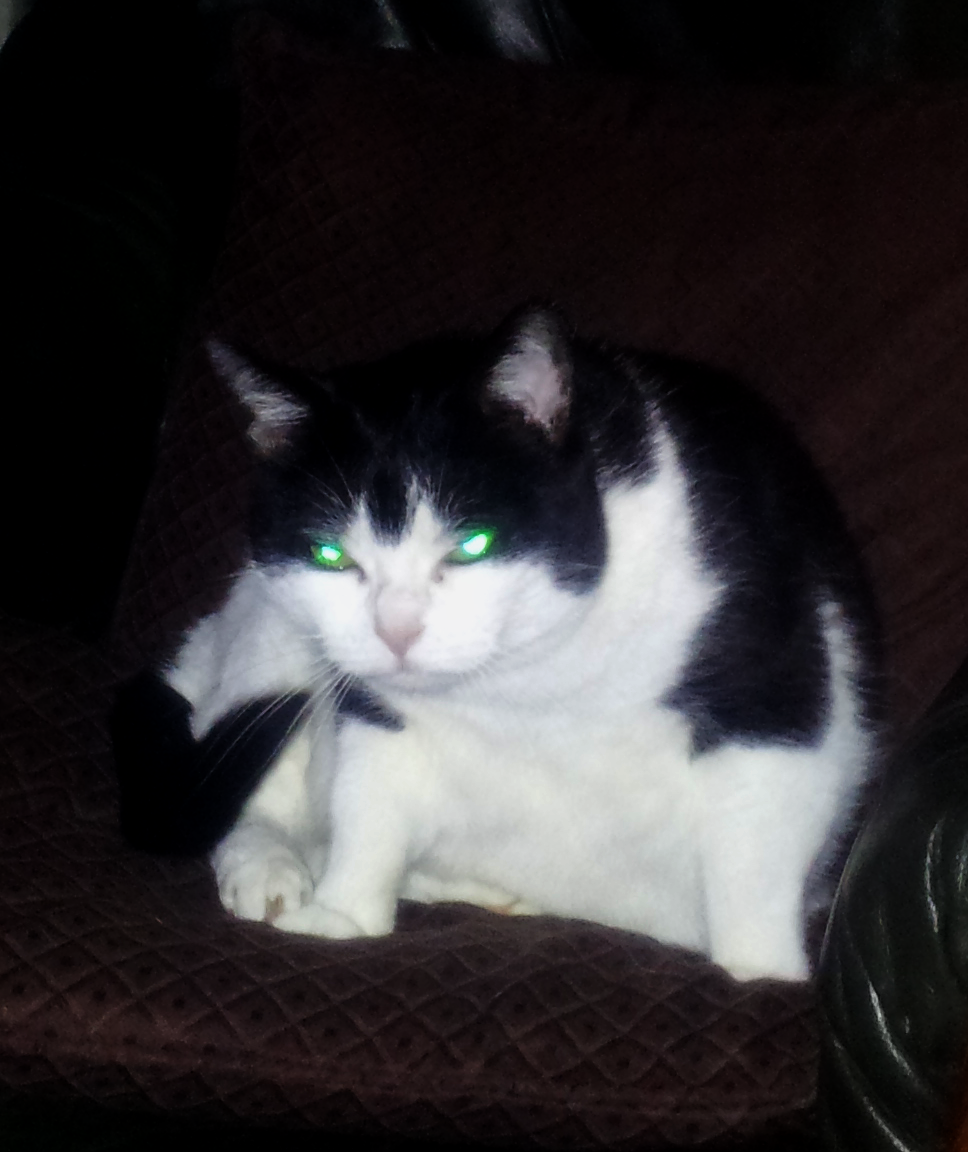
انعكاس وميض الكاميرا من البِساط الشَّفَّاف لعين قِطٍَ شارِدٍ.

تصنيف الاختلافات التَّشريحيَّة لِلبِساط الشَّفَّاف تُعَرِّف أربعة أنواع:
- بساط الشَّبكيَّة، يُرى عند العظميَّات والتَّماسيح والشَّقبانيَّات وَخفافيش الفاكهة. يقع البِساط الشَّفَّاف ضمن صباغ الشبكية الظهاري؛ بينما في الأنواع الثَّلاثة الأخرى يقع البِساط ضمن المَشيميَّة خلف الشَّبكيَّة.
- بساط الغوانين المَشيمَويّ، يُرى عند صفيحيّات الخياشيم الغُضروفيّة (الورنكية، الشفنينيات، القرش) وَالخرافيات.[7] البساط هو حَسِيكَة (عمومًا: سِياجٌ مِنْ أَوتادٍ ذاتِ رُؤوسٍ مُسْتَدِقَّة، وهو «نسيج رابط شبه قاس مسامِّيّ مُتكلِّس»[8]) من الخلايا تحتوي أكوامًا من بلُّورات مسطَّحة سداسيّة الأضلاع من الغوانين.[9]
- بساط المشيميّة السِّيلولوزيّ، يُرى عند آكلات اللحوم والقوارض وَالحيتانيات. ويتألَّف البساط من طبقات من الخلايا المحتوية على بلُّورات منظَّمة وَشديدة الانكسار (الانعكاس). وهذه البلُّورات متنوِّعة في الشَّكل وَالتَّركيب.
- بساط المشيميّة اللِّيفيّ، يُرى عند الأبقار والخِراف والماعز وَالأحصنة. وهو مصفوفة (منظومة) من الألياف خارج الخلويَّة.

لم يتم معرفة الاختلاف الوظيفيّ بين هذه الأنواع الأربعة لِلبِساط الشَّفَّاف.
لا يتضمَّن هذا التَّصنيف البساط الشَّفَّاف عند الطُّيور. تمتلك طيور الكيوي وكروان الحصى وبلشون أبو قارب والكاكابو (طائر) غير المُحَلِّق (لا يطير) وَالعديد من السبديَّات والبوميات وَطيور ليليَّة أخرى مثل النورس متفرع الذيل بِساطًا شَفَّافًا. وَأيضًا لا يشمل هذا التَّصنيف مرآة التَّركيز الإستثنائيَّة في عين سمكة الشبح بنية الخطم ‏. (تفقَّد: خطم (أنف الحيوان))
بعض الحيوانات كما البشر تفتقر إلى البساط الشَّفَّاف وَعادةً ما تكون نهارية العيش. وَتتضمَّن أغلب الرَّئيسيَّات وَالسَّناجيب وَبعض الطُّيور وَالكنغر الأحمر وَالخِنزير.
وَبين الرَّئيسيَّات نجد فقط الهباريات ذات الأنواع العديدة من «الهوبر حقيقي (ليمور)» النَّهاريَّة هي الَّتي تمتلك البساط الشَّفَّاف.
عندما يوجد البساط الشَّفَّاف، يختلف موقعه على كرة العين باختلاف موضع كرة العين في الرَّأس، وَفي كل الحالات يحسِّن البساط الشَّفَّاف الرؤية اللَّيليَّة عند مركز مجال الرؤية للحيوان.
بمعزَلٍ عن بريق عينها، إنَّ لِلبِساط الشَّفَّاف لوناً خاصٌّا به. ويوصف غالبًا على أنَّه متقزِّح اللَّون. فيكون عند النمور أخضرًا. وَعند المجترات أخضر ذهبي ذا محيط أزرق، أو أبيضًا أو أزرق باهت ذي محيط أرجوانيّ. وَعند الكلاب يكون أبيضًا ذا محيط أزرق.

### العناكب

بريق العين للعنكبوت الذئب.

لدى أغلب أنواع العَناكِب بِساط شفّاف يتوضَّع فقط في عيونها الصغيرة الوحشيَّة (وحشيّ هو اسمٌ آخر للجانبيّ)؛ حيث لا تحوي العيون المركزيّة الأكبر هكذا بُنية. يتألَّف من تَرَسُّبات بَلُّوريَّة عاكِسة، ويُعتَقَد أنَّ له نفس وظيفة البساط الموجود لدى الفَقاريّات. يُمكن تمييز أربعة أنماط عامّة في العَناكِب:
1. نمط بِدائِيّ (مثل: متوسِّطات الحُلمة، قَويمات الفك) - مُلاَءَة(Sheet) بسيطة خلف الشَبَكِيَّة.
2. نمط شكل-الزورق (مثل: العنكبوت الغازل المداري، الـشحاذيات) - جداران وحشيّان مفصولان بفجوة لألياف العصب.
3. نمط مُقَضَّب (مثل: العناكب الذئبيَّة، عنكبوت الشباك الحاضنة) - بُبنية مُعَقَّدَة نِسبيًّا، لها شكل المِشواة.
4. لا بِساط (مثل: العَناكِب القافِزة).

## الآليَّة
إنَّ البساط الشَّفَّاف متقزِّح اللَّون، ويعكس الضَّوء وفق مبادئ تداخل العدسات رقيقة الفيلم، كما يمكن رؤية ذلك في أنسجة أخرى متقزِّحة. إنَّ خلايا البساط الشَّفَّاف هي خلايا حاملة الأبيض(leucophore) وَليست خلايا حاملة التقزح(iridophore).
يعتبر البساط الشَّفَّاف عاكساً خلفياً من النَّوع الكرويّ الشَّفَّاف. وَلكونه عاكِسًا خلفيًّا، فهو يعكس الضَّوء مباشرةً مُعيدًا إيَّاه بنفس المسار الَّذي قَدِمَ منه. وهذا يفيد في مطابقة الضَّوء الأصليّ مع الضَّوء المُنْعَكِس، وَبذلك تتم المحافظة على حِدَّة وَتباين الصُّورة على الشَّبكيَّة. فبذلك ينعكس البساط الشَّفَّاف بتداخلٍ بَنَّاْءٍ، مُزيدًا بذلك كميَّة الضَّوء المارَّة عبر الشَّبكيَّة. وَيَزِيْدُ عند القِطط حساسيَّة الرُّؤية بنسبة 44٪، سامِحًا للقطط برؤية الضَّوء الَّذي لا تدركة عيون الإنسان.

## الاستخدامات

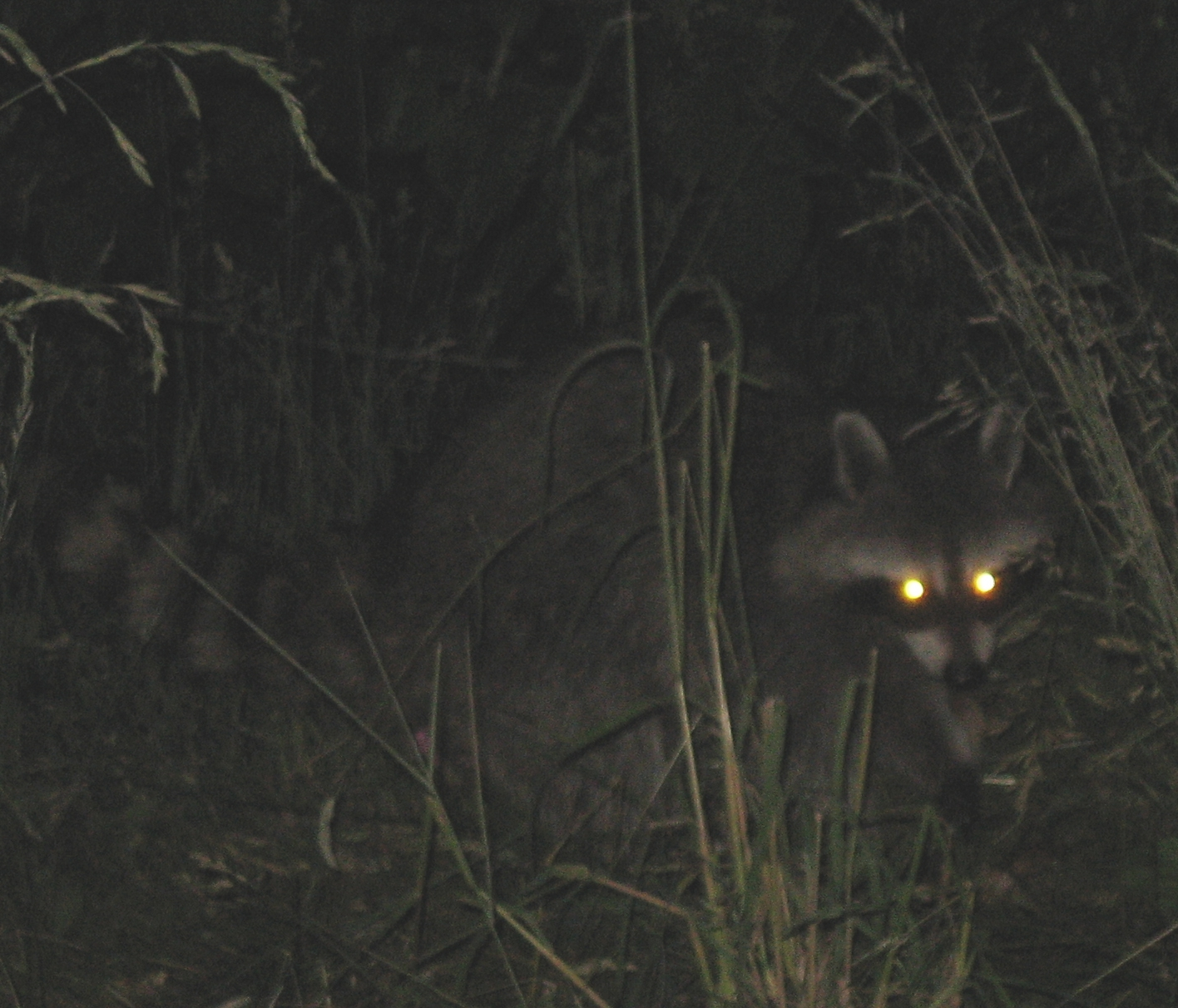
في الظَّلام، بريق العين يكشف هذا الرَّاكون.

يسمح البساط الشَّفَّاف للحيوان بالرُّؤية في الضَّوء الخافت فبدونه لن يستطيع. وهذه فائدة جَمَّة للحيوان، لكن يمكن أيضًا للإنسان الاستفادة منه. استفادة الإنسان تتضمَّن المسح بحثًا عن انعكاس بريق العين للتحقُّق والتعرُّف على الحيوانات في الظَّلام، وَنشر كلاب بحث وإنقاذ ‏ وَأحصنة بحث وإنقاذ ‏ مُدَرَّبَة في اللَّيل؛ لأنَّ هذه الحيوانات تستفيد من رؤيتها اللَّيليَّة المَزيدة من خلال هذا التَّأثير.
إنَّ استخدام بريق العين لتمييز الحيوانات في الظَّلام لا ينحصر في لونه (إشارةً إلى بريق العين) فحسب بل أيضًا العديد من المميِّزات الأخرى. ويتناسب اللَّون - تقريبًا - مع نوع البساط الشَّفَّاف، مع وجود بعض الاختلافات بين الأنواع. ومن الميِّزات الأخرى هي المسافة بين الحدقات نسبةً إلى حجمها والارتفاع عن الأرض ونمط (أسلوب) الرَّمْشِ وَحركة بريق العين — حركة الحيوان (التَّمايل، النَّسج، القفز، الوثب، التَّسلُّق، الطَّيران).
نُمذجت العواكس الخَلفيَّة المُصَنَّعة بعد وصف «البساط الشَّفَّاف» في العديد من براءات الاختراع وَلها اليوم العديد من الإستخدامات. فقد استخدمت أقدم براءة اختراع في علامة عين القط لواصمة الرصيف المكشوطة(بالإنجليزية: raised pavement marker)‏، واستُلهِمَت من البساط الشَّفَّاف لعين القطط. استخدام جديد للعواكس الخَلفيَّة هو للمساعدة في توفير تواصلات آمنة بين محطتين ضمن خط البصر، ونمذج بعد دمج «البساط الشَّفَّاف» وَالضيائية الحيوية(شبيه بضوء الوامض (الفلاش)) في سمك الوامض من عائلة الومضانيات(الاسم العلمي: Anomalopidae)[بحاجة لمصدر] (انظر عاكس خلفي). لقد خُمِّنَ أنَّ بعض هذه الأسماك تستخدم بريق العين من أجل الاكتشاف وَالتواصل مع أسماك ضوء الوامض الأخرى.

## الإمراضيَّة
عند الكلاب، تُعرَف أدوية محدَّدة بإخلالها للتنظيم الدَّقيق لِبلُّورات البِساط الشَّفَّاف، وبذلك تَهْتُك بقدرة الكلاب على الرُّؤية في الضَّوء الخافت. تتضمَّن هذه الأدوية: إثامبيوتول، صادَّات(مضادَّات حيويَّة) الـماكروليدات، ديثيزون(تنويه di: دي، de: ده)، دواء مضاد للملاريا(أدوية مضادَّة للملاريا)، بعض مناهضات مستقبلات هـ 2 (مُنَاْهِضٌ؛ جمعها: مناهضات، هي معاكسات لفعل ما. عكسها: مُضَاْهِئٌ؛ جمعها: مضاهئات، هي ذات فعل مشابه لشيء ما)، وَعوامل قلبيَّة-وعائيَّة. «يُعزى الاضطراب إلى الفعل المُخَلِّب الَّذي يُزيل الزِّنك من خلايا البساط».

## معرض صور

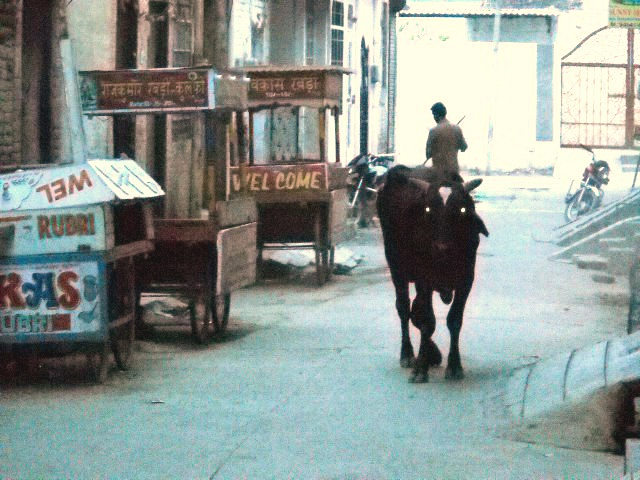
وميض الكاميرا ينعكس في عين بقرة
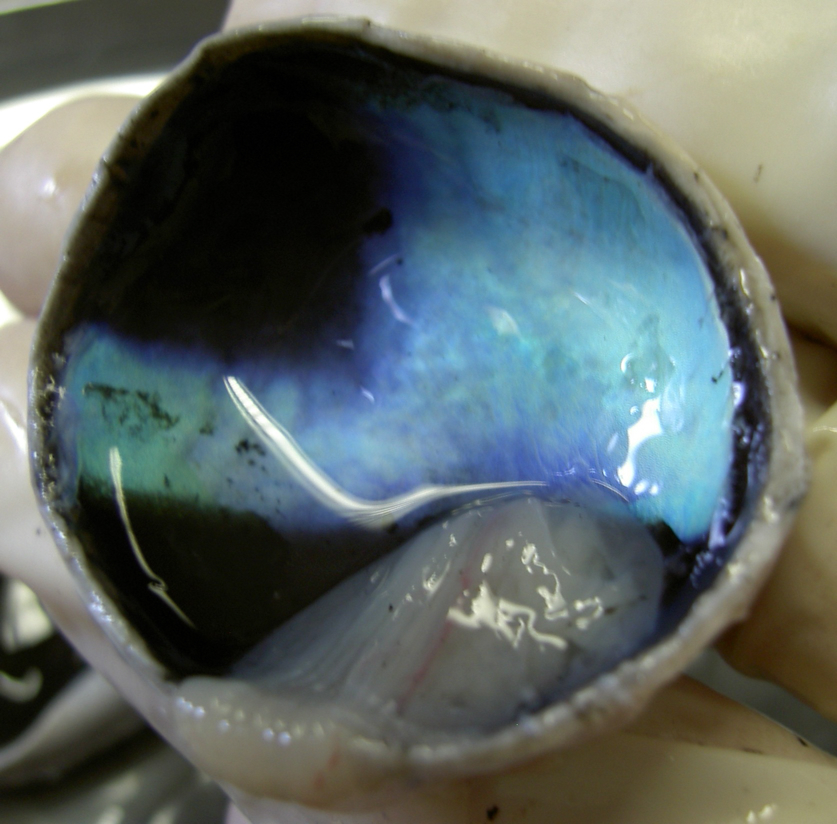
المشيميَّة مُشَرَّحَة من عين عِجْلٍ، يظهر البِساط الشَّفَّاف أزرقًا مُتَقَزِّح اللَّون
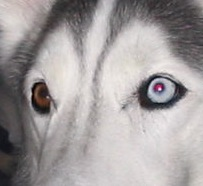
كلب ذي عيون شاذَّة مع تأثير العين الحمراء في عينه الزَّرقاء
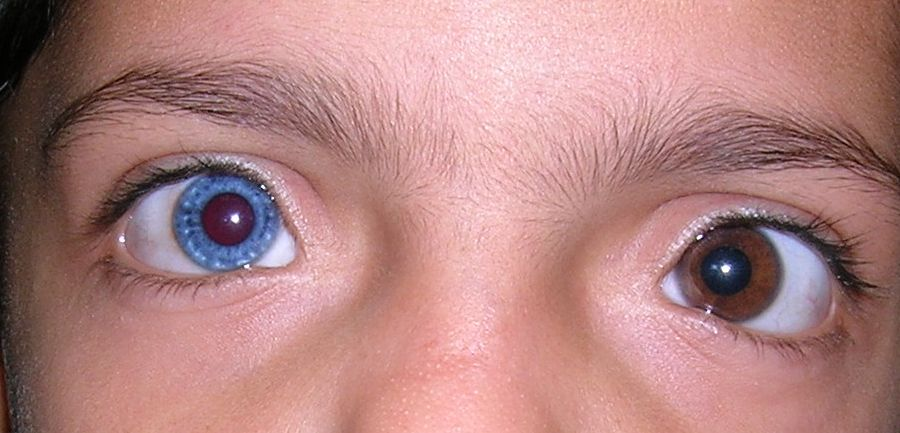
إنسان ذي عيون شاذَّة مع تأثير العين الحمراء في عينه الزَّرقاء
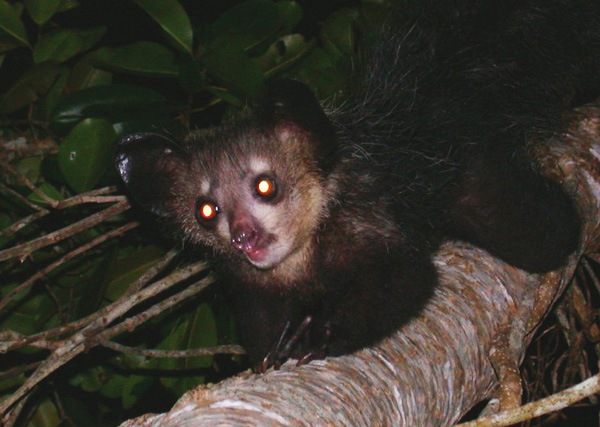
آيآي (حيوان)
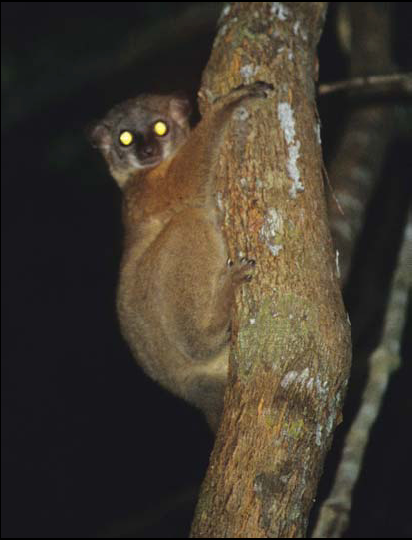
هوبر (قرد)(ليمور: القرد الطائر)